# Daniel Nazareth
Daniel Nazareth (* 8. Juni 1948 in Bombay; † 19. Juni 2014 in Wien) war ein österreichischer Dirigent und Komponist indischer Herkunft. Von 1992 bis 1996 war er Chefdirigent des MDR Sinfonieorchesters in Leipzig.

## Leben und Wirken
Daniel Nazareth wurde 1948 als Sohn des Rhetorikprofessors Edgar Nazareth und dessen Ehefrau Enid Nazareth, geborene Pereira, in Bombay geboren. Mit sieben Jahren erhielt er seinen ersten Violinunterricht. Ab 1964 studierte er Wirtschaftswissenschaften an der University of Bombay (Bachelor’s Degree in Commerce und Economics 1968). Danach nahm er ein Klavier- und Musiktheoriestudium auf und erwarb 1969 ein Lizentiat of the Royal School of Music London im Fach Klavier. Ab 1972 folgte ein Kompositions- und Dirigierstudium u. a. bei Hans Swarowsky und Karl Österreicher an der Hochschule für Musik und darstellende Kunst Wien (Diplom mit Auszeichnung in Orchesterdirigieren 1975). Nach seinem Wettbewerbserfolg 1974 in Dänemark holte ihn Igor Markevitch als Privatschüler ins südfranzösische Saint-Cézaire-sur-Siagne.
Sein Dirigentendebüt gab Nazareth bei einem Klavierkonzert mit dem Kammerorchester in Bombay (Bombay Chamber Orchestra). 1975/1976 war er Dirigierassistent beim Wiener Musikverein. Im Jahr 1976 wurde er vom Boston Symphony Orchestra in das Berkshire Music Center nach Tanglewood/Massachusetts eingeladen, wo er mit Leonard Bernstein, Colin Davis und Seiji Ozawa zusammenarbeitete. Seine Dirigierleistung fiel Gian Carlo Menotti auf, der ihn 1977 als Operndirigent für die Neuproduktion von Mozarts Così fan tutte beim Spoleto Festival in Italien zum Opern-Debüt verpflichtete. 1978 dirigierte er Mozarts Le nozze di Figaro, Rossinis Il barbiere di Siviglia und Verdis La traviata für die Canadian Opera Company in Toronto.
Danach war er zunächst als Gastdirigent in Aufnahmestudios und Konzertsälen großer europäischer Orchester tätig. Nazareth dirigierte im Laufe seiner Karriere u. a. bei den Berliner Philharmonikern, bei den Wiener Symphonikern, beim Symphonieorchester des Bayerischen Rundfunks, bei der Sächsischen Staatskapelle Dresden, beim Philharmonischen Staatsorchester Hamburg, beim Orchestre de Paris, beim Orchestra dell’Accademia Nazionale di Santa Cecilia, beim Radio Filharmonisch Orkest Hilversum, beim Frankfurter Opern- und Museumsorchester, beim Orquestra Gulbenkian Lissabon und beim Gewandhausorchester Leipzig.
Von 1982 bis 1985 war er ständiger Dirigent des Symphonischen Orchesters Berlin (West), das sich seit 1990 Berliner Symphoniker nennt. 1988 assistierte er Lorin Maazel bei Verdis Requiem im Teatro San Carlo in Neapel. 1988 wurde er dann selbst Musikdirektor. Er dirigierte u. a. Verdis Un ballo in maschera und La traviata, Puccinis Madama Butterfly und La rondine, Brittens The Rape of Lucretia und Orffs Carmina Burana. Von 1990 bis 1992 war er Musikdirektor des Sommerfestivals in der Arena von Verona, in der er bereits 1982 mit einer Neuproduktion von Brittens The Rape of Lucretia debütiert war. Er arbeitete dort mit Stars der Opernszene zusammen und dirigierte Bizets Carmen, Puccinis Turandot und Tosca und Verdis Aida.
Ab 1992 wirkte er als Chefdirigent des MDR Sinfonieorchesters, bei dem er zehn Jahre zuvor sein Debüt hatte. Anlässlich des 15. Amtsjahres von Papst Johannes Paul II. traten er und das Rundfunkorchester 1993 im Vatikan auf. Noch im selben Jahr brachte er in der Berliner Philharmonie die Gemeinschaftskomposition Laudatio Pacis von Sofia Gubaidulina, Paul-Heinz Dittrich und Marek Kopelent zur Uraufführung. 1996 trat das Triumvirat Marcello Viotti, Fabio Luisi und Manfred Honeck seine Nachfolge in Leipzig an.
Im Jahr 2000 dirigierte er eine Tosca-Produktion des Teatro dell’Opera di Roma im Olympiastadion Rom und bei der Expo 2000 in Hannover. 2002 brachte er mit den Wiener Symphonikern bei den Bregenzer Festspielen die von der Internationalen Gustav Mahler Gesellschaft Wien in Auftrag gegebene neue kritische Gesamtausgabe von Mahlers 5. Sinfonie zur Uraufführung. 2011 wurde er zum Chefdirigenten des Orquesta Sinfónica Nacional de Costa Rica in San José auserkoren, das Nazareths Kompositionen aus den 2000er Jahren zur Uraufführung brachte.
Daniel Nazareth war katholisch, ab 1982 mit Andrea Nazareth, geborene Burian, und seit 1988 mit Wiebke Nazareth verheiratet und Vater von drei Kindern. Wenige Wochen nach einer Lebertransplantation starb er 2014 in seinem Wohnort Wien.

## Auszeichnungen
- 1969: Sir Adrian Boult Cup in London
- 1974: Preisträger beim internationalen Nikolai-Malko-Dirigierwettbewerb in Kopenhagen
- 1975: Zweiter Preis beim I. Internationalen Ernest-Ansermet-Wettbewerb in Genf
- 1976: Leonard Bernstein Fellowship und Koussevitzky Music Foundation Conductor’s Award in Tanglewood/Massachusetts
- 1978: Erster Platz beim Internationalen Ernest Ansermet Dirigier-Wettbewerb in Genf.

## Werke (Auswahl)
Universal Edition:
- Moksha für Streichorchester (2001)

Sikorski Musikverlage:
- Klaviertrio Nr. 2 (2006)
- Evolutionssinfonie für Bariton, 2 Kinderstimmen, Chor und Orchester (2009)
- The Leonardo Bridge. Singspiel in 3 Akten (2009)
- Mahler-Lieder für Bariton und Orchester (2010)
- Stadium Fanfares für gemischten Chor und Orchester (2010)
- La Canzone di Leonardo für Bariton und Klavier (2010)
- The Leonardo Bridge: Ouvertüre für Orchester (2011)

## Diskografie (Auswahl)
- Ottorino Respighi: Sinfonia Drammatica. Slowakische Philharmonie (Naxos 1986)
- Franz Liszt: Klavierkonzerte. Josef Bulva und RTL-Symphonieorchester Luxemburg (Intercord 1987)
- Gustav Mahler: Sinfonie Nr. 1 D-Dur. Sinfonieorchester des Mitteldeutschen Rundfunks (MDR 1993)
- Live-Konzert aus Anlass des 15. Jahrestages der Wahl Sr. Heiligkeit Johannes Paul II. Chor und Sinfonieorchester des Mitteldeutschen Rundfunks (MDR 1993)

- Charles Gounod: Hymnus Pontificius
- Ludwig van Beethoven: Messe C-Dur op. 86
- Krzysztof Penderecki: Stabat Mater
- Anton Bruckner: Te Deum

- Michael Hofmann de Boer: Filmmusik zu Fascinating nature (1995)